# Vincenzo Ferrera
Vincenzo Ferrera (Palermo, 21 aprile 1973) è un attore italiano.

## Biografia
Nasce a Palermo il 21 aprile 1973 e sin da adolescente ha manifestato un grande interesse per la recitazione. Ha iniziato subito dopo il liceo a prendere parte a organizzazioni di spettacoli teatrali. Il suo ingresso nel mondo dello spettacolo lo ha fatto con la scuola del Teatro Biondo e con il Gruppo della Rocca. Nel 2008 ha partecipato alla soap opera di Rai 3 Agrodolce nel ruolo di Stefano Martorana. 
Tra gli altri suoi lavori, ricordiamo: il film Gli angeli di Borsellino nel 2022, regia di Rocco Casareo, nel ruolo di Vincenzo Li Muli, la miniserie Un papà quasi perfetto, regia di Maurizio Dell'Orso, trasmessa da Rai 1, in cui è co-protagonista insieme a Michele Placido, Il capo dei capi, nel ruolo del commissario Beppe Montana, in onda nel 2023 su Canale 5, Il tredicesimo apostolo, Il giovane Montalbano, nel ruolo di Gerlando Mongiardino, Un posto al sole, nel ruolo di Eduardo Nappi e Utopia nel ruolo di Mino Pecorelli.
Nella serie televisiva Mare fuori interpreta il ruolo di Beppe Romano mentre nella serie Sopravvissuti interpreta Gaetano Russo.

## Filmografia

### Cinema
- Il manoscritto del Principe, regia di Roberto Andò (2000)
- Due e mezzo compreso il viaggio, regia di Samad Zarmandili (2001)
- Nati stanchi, regia di Dominick Tambasco (2002)
- Amorfù, regia di Emanuela Piovano (2003)
- Dentro la città, regia di Andrea Costantini (2003)
- Gli angeli di Borsellino, regia di Rocco Casareo (2003)
- La passione di Giosuè l'ebreo, regia di Pasquale Scimeca (2005)
- Viaggio segreto, regia di Roberto Andò (2006)
- L'ora legale, regia di Ficarra e Picone (2017)
- Cristiano Rolando, regia di Alessio Micieli (2018)
- Momenti di trascurabile felicità, regia di Daniele Luchetti (2019)
- Vite da sprecare, regia di Giovanni Calvaruso (2019)
- Eravamo bambini, regia di Marco Martani (2024)
- Iddu - L'ultimo padrino,  regia di Fabio Grassadonia e Antonio Piazza (2024)
- L'amore che ho, regia di Paolo Licata (2024)

### Televisione
- Una sola debole voce, regia di Alberto Sironi - miniserie TV (1999)
- Un medico in famiglia 2 - serie TV (2000)
- Via Zanardi, 33, regia di Antonello De Leo - sit-com (2001)
- Un papà quasi perfetto, regia di Maurizio Dell'Orso - miniserie TV (2003)
- Come mosche, regia di Eugenio Cappuccio - film TV (2003)
- Distretto di Polizia 6 - serie TV, episodi 6x17 e 6x19 (2006)
- Il capo dei capi, regia di Alexis Sweet e Enzo Monteleone - miniserie TV (2007)
- Agrodolce, registi vari - soap opera (2008-2009)
- Il tredicesimo apostolo - Il prescelto - serie TV (2012)
- Il giovane Montalbano - serie TV, episodio Ritorno alle origini (2012)
- Un posto al sole, registi vari - soap opera (2013-in corso)
- Utopia (2014), episodio 2x01
- Un medico in famiglia - serie TV, episodi 9x11-9x23 (2014)
- Un passo dal cielo 3 - serie TV, episodio Amici per la pelle (2015)
- Squadra antimafia - serie TV, episodi 7x04-7x06 (2015)
- Boris Giuliano - Un poliziotto a Palermo, regia di Ricky Tognazzi - miniserie TV (2016)
- Don Matteo - serie TV, episodio 10x22 (2016)
- La mossa del cavallo - C'era una volta Vigata, regia di Gianluca Maria Tavarelli - film TV (2018)
- Il cacciatore - serie TV, 7 episodi (2018)
- Duisburg - Linea di sangue, regia di Enzo Monteleone - film TV (2019)[17]
- Mare fuori - serie TV (2020-in corso)
- Sopravvissuti - serie TV (2022)
- Per Elisa - Il caso Claps, regia di Marco Pontecorvo - miniserie TV (2023)
- Noi siamo leggenda - serie TV, episodi 4-12 (2023)
- Belcanto – serie TV (2025)

### Teatro
- La pietra comicale, regia di Bob Marchese e F. Brogi (1994)
- Purché il telefono continui a squillare, regia di V. Alba (1995)
- Sogno di una notte di mezza estate, regia di Bob Marchese e F. Brogi (1995)
- Amleto al Teatro Garibaldi, regia di Carlo Cecchi (1996)
- Assalto al cielo, regia di Thierry Salmon (1996)
- Scapino, regia di Filippo Crivelli (1997)
- Amleto al Teatro Garibaldi, regia di Carlo Cecchi (1997)
- Sogno di una notte di mezza estate, regia di Carlo Cecchi (1997)
- Ciò che vide il maggiordomo, regia di Alfio Scuderi (1998)
- Misura per misura, regia di Carlo Cecchi (1998)
- Siculitudine regia di Donato Castellaneta (1999)
- Enrico IV, regia di Glauco Mauri (1999)
- Trilogia Shakespeare, regia di Carlo Cecchi (1999)
- Rosencrantz e Guildenstern sono morti, regia di Andrea Renzi (2000)
- Le nozze, regia di Carlo Cecchi (2000)
- Sik Sik l'artefice magico, regia di Carlo Cecchi (2000)
- Viaggio in Italia, regia di Maurizio Scaparro (2000)
- L'avaro, regia di Jerome Savary (2001)
- Musik, regia di A. Bianco e V. Liberti (2002)
- Gracias la vida, regia di T. Laudadio e E. Ianniello (2003)
- Sabato, domenica e lunedì, regia di Toni Servillo (2003)
- Tutti e due o nessuno, regia di Vincenzo Ferrera (2005)
- Il barbiere di Siviglia, regia di G. Anfuso (2005)
- 382 Festino S.Rosalia, regia di D. Rampello (2006)
- After the end, regia di Monica Nappo (2006)
- Tartufo, regia di Carlo Cecchi (2007)
- Colazione da Tiffany, regia di Piero Maccarinelli (2012)
- La serata a Colono, regia di Mario Martone (2013)[18]
- La dodicesima notte, regia di Carlo Cecchi (2015)
- Locandiera B&B, regia di Roberto Andò (2017-2018)
- Enrico IV, regia di Carlo Cecchi (2019)
- Tre sull'altalena di Luigi Lunari, regia di Alfio Scuderi, Teatro Biondo
- Dolore sotto chiave - Sik Sik l'artefice magico, regia di Carlo Cecchi (2020-2021)[19]